# Paranoïa (téléfilm)
Pour les articles homonymes, voir Paranoïa (homonymie).
Paranoïa est un téléfilm de 2001 réalisé par Patrick Poubel, diffusé sur M6 dans le cadre de la collection Vertiges.

## Synopsis
Après une soirée en boîte, quatre jeunes gens, Bruno, Nico, Marilyne et Lucie, se glissent dans une riche propriété censée être vide, pour y prendre un bain de minuit. Mais la virée tourne mal : Marilyne découvre près de la piscine le cadavre d'un homme fraîchement assassiné ! Une entaille en forme de V, à la base de son cou, laisse encore couler du sang.
Panique et fuite des jeunes gens ! De retour dans leur voiture, ils décident de ne rien dire ! Ils ne sont jamais venus ici, n'ont rien vu. Ils vont tous reprendre une vie normale…
Dès le lendemain matin, Marilyne présente Lucie aux gens de la maison d'édition où elle travaille. Elle a fait engager Lucie pour taper le nouveau manuscrit d'Aimée Caravage, la célèbre romancière.
Mais quelqu'un les a vus autour de la piscine et cherche à les faire chanter… Bruno panique, et avertit Lucie par téléphone qu'il va tout raconter aux flics ! Néanmoins lorsque Lucie retrouve Bruno, c'est pour le découvrir mort à son tour. Avec la même entaille caractéristique à la base du cou, que l'homme de la piscine… et un message : " Ne mêlez pas la police à tout ça "…

## Fiche technique
- Titre : Paranoïa
- Réalisation : Patrick Poubel
- Scénario : Christian Mouchart et François Arrignon
- Musique : Hervé Le Coz
- Production : Le Sabre/M6

## Distribution
- Maud Forget : Lucie
- Myriam Boyer : Aimée Caravage
- Cécile Cassel : Maryline
- Rudi Rosenberg : Bruno
- Malik Zidi : Nico
- Julien Cottereau : Norbert